# John Carmack
Pour les articles homonymes, voir Carmack.
John Carmack, né le 21 août 1970 à Roeland Park au Kansas, est un ingénieur en informatique américain, par ailleurs programmeur et développeur de jeux vidéo.
Il est notamment connu pour avoir été le programmeur principal et le cofondateur (avec plusieurs personnes, dont John Romero) de la société id Software, une entreprise américaine de jeux vidéo. Son habileté en programmation informatique lui a permis de devenir une célébrité dans la communauté des joueurs et des développeurs d'applications graphiques et de moteurs 3D de jeux vidéo.
Depuis son départ d'id Software en 2013, il rejoint en tant que directeur technique la société Oculus VR, celle-ci étant rachetée en 2014 par Facebook.
En 2010, il reçoit un Game Developers Choice Award pour l'ensemble de sa carrière.
En 2022, il quitte Oculus pour travailler au sein de sa startup, Keen Technologies.

## Carrière
John Carmack est à l'origine de nombreux jeux de tir à la première personne (FPS) sortis par id Software, tels que : Wolfenstein 3D (le premier jeu de ce genre à obtenir un certain succès), Doom (reconnu comme une révolution technologique et immense succès mondial) et Quake (le premier FPS à présenter un environnement totalement en 3D temps réel, y compris les objets et personnages et le premier à introduire le jeu à plusieurs par Internet). Il dirige ensuite le développement de Doom 3, dont le moteur graphique était à la pointe de la technologie lors de sa sortie. Son dernier projet chez id Software est la direction du développement de Rage et du moteur graphique id Tech 5.

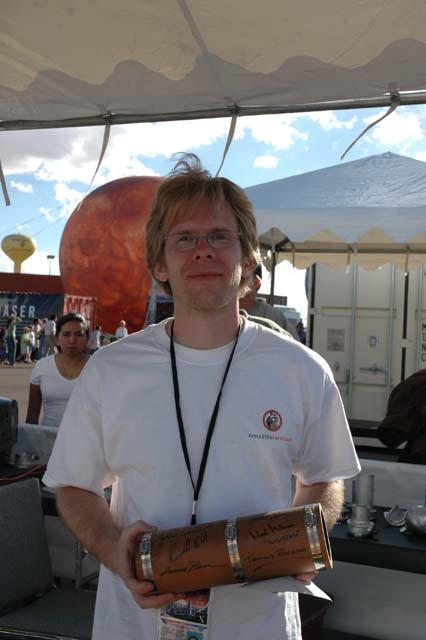
Carmack en 2005 lors de la Coupe X PRIZE à Las Cruces et Alamogordo (Nouveau-Mexique).

En 2001, il rejoint le panthéon des développeurs (Hall of Fame) de l’Academy of Interactive Arts and Sciences.
Il est, avec son épouse Katherine Anna Kang, le fondateur de la société Armadillo Aerospace, qui s'intéresse aux roquettes utilisées pour les fusées spatiales.
Le 7 août 2013, John Carmack devient directeur technique d'Oculus VR, fabricant de l'Oculus Rift, un casque de réalité virtuelle. Il conserve également pendant un temps son poste chez id Software,. Mais, le 22 novembre 2013, il quitte définitivement id Software pour travailler à plein temps pour Oculus VR. Celle-ci devient une filiale de Facebook en mars 2014.
En février 2017, Carmack poursuit ZeniMax, accusant la firme de lui avoir refusé le payement des 22,5 millions $ restant pour l'acquisition de ID Software.
En octobre 2018, il annonce avoir trouvé un accord avec ZeniMax : « ZeniMax a complètement satisfait ses obligations envers moi ».
Le 13 novembre 2019, Carmack change de poste au sein d'Oculus de CTO à celui de « CTO consultant » afin d'allouer plus de temps pour son travail sur l'intelligence artificielle.
Le 19 août 2022, Carmack annonce avoir levé  20 M$ pour son entreprise Keen Technologies dans le domaine de l'Intelligence Artificielle Généralisée (AGI).
Le 16 décembre 2022, Carmack abandonne toute collaboration avec Mark Zuckerberg en quittant Oculus, filiale du groupe Meta.

## Un programmeur astucieux
Le succès de John Carmack repose notamment sur son habileté à transposer de façon optimale les meilleurs algorithmes et techniques de rendu 3D sur des systèmes temps réel, tout en restant extrêmement au fait des nouveautés en matière de rendu 3D. Il est le plus célèbre développeur indépendant capable de réaliser des moteurs graphiques exploitant au maximum les évolutions du matériel, en particulier des cartes graphiques pour PC. Il a inventé plusieurs algorithmes, notamment le Carmack's Reverse ; il n'est pas le premier à avoir découvert ce principe mais est le premier à l'avoir utilisé efficacement et intensivement.
L'Id Tech 3 (moteur de rendu 3D du jeu Quake III Arena) étant sous licence GNU GPL, il est possible de consulter l'intégralité du code source de ce jeu. Parmi celui-ci, on retrouve deux fonctions longtemps attribuées à John Carmack et qui auront fait beaucoup parler d'elles : l'une pour calculer une racine carrée, l'autre pour calculer une racine carrée inversée.
Écrite en C, la fonction calculant une racine carrée inversée est la suivante :
```
float
 
Q_rsqrt
(
 
float
 
number
 
){

    
long
 
i
;

    
float
 
x2
,
 
y
;

    
const
 
float
 
threehalfs
 
=
 
1.5F
;

    

    
x2
 
=
 
number
 
*
 
0.5F
;

    
y
  
=
 
number
;

    
i
  
=
 
*
 
(
 
long
 
*
 
)
 
&
y
;
 
// evil floating point bit level hacking

    
i
  
=
 
0x5f3759df
 
-
 
(
 
i
 
>>
 
1
 
);
 
// what the fuck?

    
y
  
=
 
*
 
(
 
float
 
*
 
)
 
&
i
;

    
y
  
=
 
y
 
*
 
(
 
threehalfs
 
-
 
(
 
x2
 
*
 
y
 
*
 
y
 
)
 
);
 
// 1st iteration

    
// y = y * ( threehalfs - ( x2 * y * y ) ); // 2nd iteration, this can be removed

    

    
#ifndef Q3_VM

    
#ifdef __linux__

      
assert
(
 
!
isnan
(
y
)
 
);
 
// bk010122 - FPE?

    
#endif

    
#endif

    
return
 
y
;

}

```

Cette fonction est pour le moins particulière puisqu'elle ne contient aucune boucle, elle ne fait intervenir qu'une suite de calculs élémentaires. Pour autant, celle-ci fournit des approximations tout à fait acceptables (de l'ordre de 10-3). Elle est même jusqu'à 4 fois plus rapide que la fonction (float) 1.0/sqrt(x) et se révèle ainsi parfaite pour un jeu vidéo.
En réalité, cette fonction repose sur une méthode tirée de l'analyse numérique : la méthode de Newton. La clef de son efficacité réside dans l'utilisation d'une constante particulière 0x5f3759df. Cette constante hexadécimale est utilisée comme première approximation et réduit de façon remarquable le nombre d'itérations nécessaires pour obtenir une approximation satisfaisante. Cette constante – dite magique – est si remarquable qu'une seule itération de Newton donne des résultats suffisants dans le cadre du rendu graphique.
Chris Lomont de l'université de Purdue a depuis étudié la question. Il existe une constante fournissant de meilleures approximations : 0x5f375a86. Dans son étude, Chris Lomont fait également mention du fait que l'utilisation originale de cette constante serait peut-être due à Gary Tarolli, alors développeur chez Nvidia.
Cette fonction est illégale en C++03 : les valeurs float sont stockées dans le FPU alors que les entiers sont utilisés par le CPU.

## Collaborations
Liste des principaux jeux vidéo sur lesquels John Carmack a collaboré en tant que programmeur, développeur ou directeur technique.
| Date de sortie    | Titre                                       | Développeur                | Éditeur                                           | Crédité en tant que                                                          |
| ----------------- | ------------------------------------------- | -------------------------- | ------------------------------------------------- | ---------------------------------------------------------------------------- |
| 13 mai 2016       | Doom (reboot)                               | id Software                | Bethesda Softworks                                | Ancien directeur technique, ancien programmeur du moteur, ancien développeur |
| 16 octobre 2012   | Doom 3 BFG Edition                          | id Software                | Bethesda Softworks                                | Directeur technique, programmeur du moteur, développeur                      |
| 4 octobre 2011    | Rage                                        | id Software                | Bethesda Softworks                                | Directeur technique, programmeur du moteur, développeur                      |
| 28 septembre 2007 | Enemy Territory: Quake Wars                 | Splash Damage              | Activision                                        | Programmeur                                                                  |
| 1er mai 2006      | Orcs & Elves                                | Fountainhead Entertainment | Electronic Arts                                   | Producteur, programmeur, scénariste                                          |
| 18 octobre 2005   | Quake 4                                     | Raven Software             | Activision, Bethesda Softworks (republished 2012) | Directeur technique                                                          |
| 13 septembre 2005 | Doom RPG (en)                               | Fountainhead Entertainment | id Software                                       | Producteur, programmeur                                                      |
| 3 avril 2005      | Doom 3: Resurrection of Evil                | Nerve Software             | Activision                                        | Directeur technique                                                          |
| 3 août 2004       | Doom 3                                      | id Software                | Activision                                        | Directeur technique                                                          |
| 19 novembre 2001  | Return to Castle Wolfenstein                | id Software                | Activision                                        | Directeur technique                                                          |
| 18 décembre 2000  | Quake III: Team Arena                       | id Software                | Activision                                        | Programmeur                                                                  |
| 2 décembre 1999   | Quake III Arena                             | id Software                | Activision                                        | Programmeur                                                                  |
| 30 novembre 1997  | Quake II                                    | id Software                | Activision                                        | Programmeur                                                                  |
| 31 mars 1997      | Doom 64                                     | Midway Games               | Midway Games                                      | Programmeur                                                                  |
| 22 juin 1996      | Quake                                       | id Software                | GT Interactive                                    | Programmeur                                                                  |
| 31 mai 1996       | Final Doom                                  | id Software                | GT Interactive                                    | Programmeur                                                                  |
| 30 octobre 1995   | Hexen: Beyond Heretic                       | Raven Software             | id Software                                       | Moteur 3D                                                                    |
| 23 décembre 1994  | Heretic                                     | Raven Software             | id Software                                       | Programmeur du moteur                                                        |
| 30 septembre 1994 | Doom II: Hell on Earth                      | id Software                | GT Interactive                                    | Programmeur                                                                  |
| 10 décembre 1993  | Doom                                        | id Software                | id Software                                       | Programmeur                                                                  |
| 1993              | ShadowCaster                                | Raven Software             | Origin Systems                                    | Moteur 3D                                                                    |
| 18 septembre 1992 | Spear of Destiny                            | id Software                | FormGen                                           | Ingénieur logiciel                                                           |
| 5 mai 1992        | Wolfenstein 3D                              | id Software                | Apogee Software                                   | Programmeur                                                                  |
| 1991              | Catacomb 3-D                                | id Software                | Softdisk                                          | Programmeur                                                                  |
| 1991              | Commander Keen in Aliens Ate My Babysitter! | id Software                | FormGen                                           | Programmeur                                                                  |
| 15 décembre 1991  | Commander Keen in Goodbye, Galaxy!          | id Software                | Apogee Software                                   | Programmeur                                                                  |
| 1991              | Commander Keen in Keen Dreams               | id Software                | Softdisk                                          | Programmeur                                                                  |
| 1991              | Shadow Knights                              | id Software                | Softdisk                                          | Programmeur, designer                                                        |
| 1991              | Rescue Rover 2                              | id Software                | Softdisk                                          | Programmeur                                                                  |
| 1991              | Rescue Rover                                | id Software                | Softdisk                                          | Programmeur                                                                  |
| 1991              | Hovertank 3D                                | id Software                | Softdisk                                          | Programmeur                                                                  |
| 1991              | Dangerous Dave in the Haunted Mansion       | id Software                | Softdisk                                          | Programmeur                                                                  |
| 1991              | Dark Designs III: Retribution               | Softdisk                   | Softdisk                                          | Programmeur, designer                                                        |
| 14 décembre 1990  | Commander Keen in Invasion of the Vorticons | id Software                | Apogee Software                                   | Programmeur                                                                  |
| 1990              | Slordax: The Unknown Enemy                  | Softdisk                   | Softdisk                                          | Programmeur                                                                  |
| 1990              | Catacomb II                                 | Softdisk                   | Softdisk                                          | Développeur                                                                  |
| 1990              | Catacomb                                    | Softdisk                   | Softdisk                                          | Programmeur                                                                  |
| 1990              | Dark Designs II: Closing the Gate           | Softdisk                   | Softdisk                                          | Programmeur, designer                                                        |
| 1990              | Dark Designs: Grelminar's Staff             | John Carmack               | Softdisk                                          | Développeur                                                                  |
| 1990              | Tennis                                      | John Carmack               | Softdisk                                          | Développeur                                                                  |
| 1990              | Wraith: The Devil's Demise                  | John Carmack               | Nite Owl Productions                              | Développeur                                                                  |
| 1989              | Shadowforge                                 | John Carmack               | Nite Owl Productions                              | Développeur                                                                  |